# Coupe d'Afrique des nations de football 2017
Navigation
Guinée équatoriale 2015 Égypte 2019

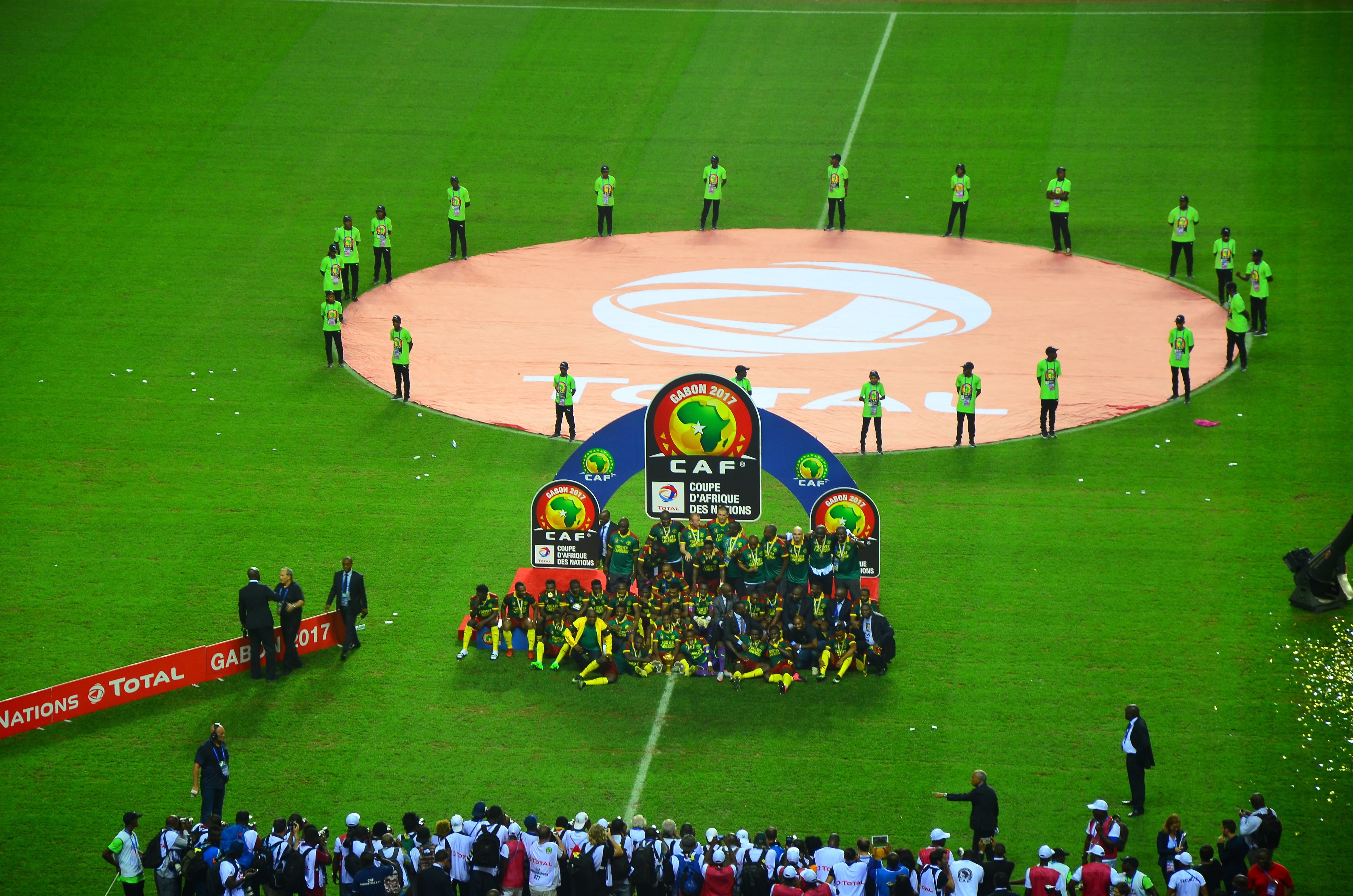
Le Cameroun célébrant son trophée.

La Coupe d'Afrique des nations de football 2017 est la 31e édition de la Coupe d'Afrique des nations de football. La compétition aurait dû se tenir en Libye, mais le pays s'est désisté en raison de sa situation politique interne.
Le Gabon, nouveau pays organisateur est désigné le 8 avril 2015 au Caire, le jour même où est effectué le tirage au sort de la phase qualificative (13 poules de 4 équipes dont tous les premiers se qualifient, ainsi que les deux meilleurs deuxièmes, en plus du pays hôte, qualifié d'office). 
La compétition s'est déroulée du 14 janvier au 5 février 2017 dans quatre villes : Libreville, Franceville, Port-Gentil et Oyem. Le Cameroun, vainqueur du tournoi (cinquième titre) en battant l'Égypte en finale (2-1) obtient la qualification pour la Coupe des confédérations 2017 en Russie.
Cette édition marque également le 60e anniversaire de la compétition. L'attribution du tournoi au Gabon a également fait naître une polémique d'ordre géographique. En effet, durant la présente décennie, l'Afrique centrale organise trois fois la compétition :
En 2012 (Gabon et Guinée Équatoriale), 2015 (Guinée Équatoriale), 2017 (Gabon).

## Désignation du pays organisateur

### Pays candidats pour l'organisation initiale
| Pays                             | Dernière organisation |
| -------------------------------- | --------------------- |
| Botswana                         | -                     |
| Cameroun                         | 1972                  |
| République démocratique du Congo | -                     |
| Guinée                           | -                     |
| Maroc                            | 1988                  |
| Afrique du Sud                   | 2013                  |
| Zambie                           | -                     |
| Zimbabwe                         | -                     |

### Pays candidats pour la nouvelle organisation
| Pays     | Dernière organisation | Candidature | Retenu par la CAF |
| -------- | --------------------- | ----------- | ----------------- |
| Algérie  | 1990                  | Oui         | Oui               |
| Égypte   | 2006                  | Oui         | Oui               |
| Gabon    | 2012                  | Oui         | Oui               |
| Ghana    | 2008                  | Oui         | Oui               |
| Kenya    | -                     | Oui         | Non               |
| Soudan   | 1970                  | Oui         | Non               |
| Zimbabwe | -                     | Oui         | Non               |

### Organisation, dépôt, et annonce
La CAF a proposé comme date limite aux pays pour valider leur dossier le 30 septembre 2010. Cette date étant passée, seuls trois pays avaient déposé leur dossier : l’Afrique du Sud, la RDC et le Maroc.
La CAF se mit à inspecter. Elle organisa une inspection basée sur les infrastructures, les stades proposés, et le rôle du sport dans le pays. Leur inspection commença par la RDC, qui dura trois jours. Mais peu après cette inspection, la RDC se retira de la course à l'organisation. Le Maroc est le second à être visité (novembre 2010). L'Afrique du Sud est à son tour inspectée.
Le 29 janvier 2011, au moment de la Supercoupe de la CAF, le Maroc reçoit l'organisation de la CAN 2015. Le même soir, on annonce la CAN 2017 en Afrique du Sud. 
En raison du conflit libyen survenu courant 2011, la CAN 2013, qui était initialement prévue en Libye est finalement transférée en Afrique du Sud, et la CAN 2017 est transférée de l'Afrique du Sud vers la Libye.
Le conflit libyen n'étant toujours pas résolu, la Libye finit par abandonner l'organisation de la CAN en juillet 2014. Une nouvelle procédure pour l'organisation de la compétition est finalement organisée par la CAF le 25 août 2014, où sept pays se portent candidats : Algérie, Égypte, Gabon, Ghana, Kenya, Soudan, Zimbabwe. 
Le 11 novembre 2014, la CAF décide de ne retenir que quatre candidatures sur sept : Algérie, Égypte, Gabon et Ghana. Finalement, l'Égypte décide de retirer sa candidature en mars 2015 en faveur de l'Algérie, peu avant le vote. Le 9 avril 2015 lors du Congrès Ordinaire de la CAF et des tirages au sorts des qualifications de la CAN 2017, la CAF annonce que la phase finale aurait lieu au Gabon.

## Marketing

### Prix en argent
Une augmentation significative des prix sera appliquée à la Coupe d'Afrique des Nations de cette année, à la suite d'une décision prise par le Comité exécutif de la CAF réuni le 27 septembre 2016 au Caire, en Égypte. L'augmentation du montant des prix fait suite à un accord signé par la CAF avec le nouveau sponsor en titre de ses tournois d'équipes nationales et de clubs, le groupe pétrolier français Total.
L'argent total qui sera distribué aux 16 équipes participantes sera augmenté de 64 % par rapport aux éditions précédentes, puisqu'il passera des 10 millions de dollars distribués lors de la Coupe d'Afrique des Nations 2015 aux 16,4 millions de dollars qui seront distribués au cours du cycle de quatre ans allant de 2017 à 2020, qui comprend Gabon 2017 et la Coupe d'Afrique des Nations 2019. Le tableau ci-dessous indique le montant que chaque équipe recevra en fonction du stade qu'elle atteint dans le tournoi, ainsi que la différence de prix par rapport au cycle précédent.
| Placements finaux des équipes | Cycle précédent | Cycle précédent      | Cycle précédent | Cycle actuel (2017-2020) | Cycle actuel (2017-2020) | Cycle actuel (2017-2020) | Augmentation (%) |
| Placements finaux des équipes | Équipes         | Prix en dollarss ($) | Total           | Équipes                  | Prix en dollarss ($)     | Total                    | Augmentation (%) |
| ----------------------------- | --------------- | -------------------- | --------------- | ------------------------ | ------------------------ | ------------------------ | ---------------- |
| Champion                      | 1               | 1 500 000            | 1 500 000       | 1                        | 4 000 000                | 4 000 000                | 166%             |
| Deuxième place                | 1               | 1 000 000            | 1 000 000       | 1                        | 2 000 000                | 2 000 000                | 100%             |
| Demi-finaliste                | 2               | 750 000 chacun       | 1 500 000       | 2                        | 1 500 000 chacun         | 3 000 000                | 100%             |
| Quart de finaliste            | 4               | 600 000 chacun       | 2 400 000       | 4                        | 800 000 chacun           | 3 200 000                | 33.33%           |
| 3e groupe                     | 4               | 500 000 chacun       | 2 000 000       | 4                        | 575 000 chacun           | 2 300 000                | 15%              |
| 4e groupe                     | 4               | 400 000 chacun       | 1 600 000       | 4                        | 475 000 chacun           | 1 900 000                | 18.75%           |
| Total                         | 16              | 10 000 000 $         | 10 000 000 $    | 16                       | 16 400 000 $             | 16 400 000 $             | 64%              |

### Sponsors officiels
En juillet 2016, Total a annoncé avoir passé un accord de sponsoring avec la Confédération Africaine de Football. Total est désormais le « sponsor titre » des compétitions organisées par la CAF. L’accord vaut pour les huit prochaines années et concernera les dix principales compétitions organisées par la CAF, dont la Coupe d’Afrique des Nations 2017, qui est désormais baptisée « Coupe d’Afrique des Nations Total ».
| Titre du sponsor | Sponsors officiel      |
| ---------------- | ---------------------- |
| - Total          | - Orange - beIN Sports |

## Villes et stades
| Libreville                              | Oyem              | \| Libreville Oyem Franceville Port-Gentil \| | Franceville          | Port-Gentil          |
| Stade d'Angondjé                        | Stade d'Oyem      | \| Libreville Oyem Franceville Port-Gentil \| | Stade de Franceville | Stade de Port-Gentil |
|                                         |                   | \| Libreville Oyem Franceville Port-Gentil \| |                      |                      |
| Capacité : 45 000                       | Capacité : 20 000 | \| Libreville Oyem Franceville Port-Gentil \| | Capacité : 22 000    | Capacité : 20 000    |
| Libreville Oyem Franceville Port-Gentil |                   |                                               |                      |                      |

Le stade Omar Bongo de Libreville devait être retenu pour abriter le match d'ouverture et la finale mais en raison d'un retard de travaux, le stade n'a pu être livré à temps. Donc le comité d'organisation de la CAN a décidé, le 13 octobre 2016, de disqualifier ce stade. Il a été remplacé par le Stade de l'Amitié (Stade d'Angondjé), qui avait déjà accueilli des matchs de la CAN 2012.

## Mascotte
La mascotte est dévoilée à Franceville le 25 mars 2016 en présence du président de la FIFA Gianni Infantino. Il s'agit d'une panthère noire nommée Samba, portant un maillot jaune et un short bleu.

## Acteurs de la compétition

### Arbitres

#### Arbitres centraux
| - Mehdi Abid Charef - Joshua Bondo - Sidi Alioum - Denis Dembélé - Gehad Grisha - Bamlak Tessema Weyesa | - Eric Otogo-Castane - Bakary Gassama - Hamada Nampiandraza - Redouane Jiyed - Mahamadou Keita - Ali Lemghaifry | - Daniel Bennett - Malang Diedhiou - Bernard Camille - Youssef Essrayri - Janny Sikazwe |

#### Arbitres assistants
| - Albdelhak Etchiali - Jerson Emiliano Dos Santos - Jean-Claude Birumushahu - Evarist Menkouande - Elvis Guy Noupue Nguegoue - Marius Donatien Tan - Tahssen Abo El Sadat Bedyer | - Théophile Vinga - Aboubacar Doumbouya - Marwa Range - Redouane Achik - Arsénio Chadreque Marengula - Yahaya Mahamadou - Abel Baba | - Olivier Safari Kabene - Djibril Camara - El Hadji Malick Samba - Zakhele Siwela - Ali Waleed Ahmed - Mohammed Abdallah Ibrahim - Anouar Hmila |

### Équipes qualifiées
| Pays          | Posittion                    | Participations         | Meilleur résultat                                    |
| ------------- | ---------------------------- | ---------------------- | ---------------------------------------------------- |
| Gabon         | Pays hôte, qualifié d'office | 7                      | Quart de finale (1996, 2012)                         |
| Maroc         | Premier du groupe F          | 16                     | Vainqueur (1976)                                     |
| Algérie       | Premier du groupe J          | 17                     | Vainqueur (1990)                                     |
| Cameroun      | Premier du groupe M          | 18                     | Vainqueur (1984, 1988, 2000, 2002)                   |
| Sénégal       | Premier du groupe K          | 14                     | Finaliste (2002)                                     |
| Égypte        | Premier du groupe G          | 23                     | Vainqueur (1957, 1959, 1986, 1998, 2006, 2008, 2010) |
| Guinée-Bissau | Premier du groupe E          | Première participation | Première participation                               |
| Ghana         | Premier du groupe H          | 21                     | Vainqueur (1963, 1965, 1978, 1982)                   |
| Mali          | Premier du groupe C          | 10                     | Finaliste (1972)                                     |
| Zimbabwe      | Premier du groupe L          | 3                      | Premier tour (2004, 2006)                            |
| Côte d'Ivoire | Premier du groupe I          | 22                     | Vainqueur (1992, 2015)                               |
| Burkina Faso  | Premier du groupe D          | 11                     | Finaliste (2013)                                     |
| Ouganda       | Meilleur second              | 6                      | Finaliste (1978)                                     |
| RD Congo      | Premier du groupe B          | 18                     | Vainqueur (1968, 1974)                               |
| Tunisie       | Premier du groupe A          | 18                     | Vainqueur (2004)                                     |
| Togo          | Deuxième meilleur second     | 8                      | Quart de finale (2013)                               |

La Guinée-Bissau parvient à se qualifier pour la CAN pour la première phase finale de son histoire, après avoir terminé en tête de son groupe lors des éliminatoires, devant deux anciens champions d'Afrique, la Zambie et le Congo. Un autre retour attendu est celui de l'équipe d'Égypte, qui va disputer son 23e tournoi continental, après avoir manqué les trois dernières éditions. Parmi les grands absents de cette édition gabonaise, on note aussi la contre-performance du triple champion d'Afrique, le Nigeria, qui manque sa deuxième CAN consécutive après son élimination dès le premier tour qualificatif par la République centrafricaine. Deux autres anciens tenants vont également manquer le grand rendez-vous continental : le Soudan, titré en 1970  et l'Afrique du Sud, championne en 1996.
En tout, dix des seize sélections présentes lors de la CAN 2015 seront présentes au Gabon.

## Déroulement de la phase finale

### Tirage au sort
Les chapeaux lors du tirage, 
en gras les têtes de série ainsi que le pays organisateur :  
| Chapeau 1                         | Chapeau 2                          | Chapeau 3                     | Chapeau 4                           |
| --------------------------------- | ---------------------------------- | ----------------------------- | ----------------------------------- |
| Gabon Côte d'Ivoire Ghana Algérie | Tunisie Mali Burkina Faso RD Congo | Cameroun Sénégal Maroc Égypte | Togo Ouganda Zimbabwe Guinée-Bissau |

Le tirage au sort a eu lieu le 19 octobre 2016 à Libreville.

### Règles de classement au premier tour
Les règles suivantes sont éditées par la Confédération africaine de football.
En cas d’égalité de points entre deux équipes, au terme des matches de groupe, les équipes sont départagées selon les critères successifs suivants :
- le plus grand nombre de points obtenus lors de la rencontre entre les deux équipes
- la meilleure différence de buts dans tous les matches du groupe
- le plus grand nombre de buts marqués dans tous les matches du groupe
- un tirage au sort effectué par la Commission d’Organisation

En cas d’égalité de points entre plus de deux équipes au terme des matches de groupe, les équipes sont départagées selon les critères successifs suivants :
- le plus grand nombre de points obtenus lors des rencontres entre les équipes
- la meilleure différence de buts lors des rencontres entre les équipes
- le plus grand nombre de buts marqués lors des rencontres entre les équipes
- si deux équipes sont encore à égalité, les critères précédents sont appliqués aux matches entre celles-ci avant de poursuivre
- la meilleure différence de buts dans tous les matches du groupe
- le plus grand nombre de buts marqués dans tous les matches du groupe
- un tirage au sort effectué par la Commission d’Organisatio

### Groupe A
Durant  les phases de poules  dans le groupe A , le Burkina Faso termine leader devant le Cameroun  au meme nombre de points.  Le Gabon de Pierre Emerick Aubameyang sort de son tournoi dès le 1er tour et la Guinée Bissau pour sa premiere participation glane qu'un point. Dans le groupe  D, Le Ghana et l'Egypte dominent le Mali et l'Ouganda. Le Groupe B voit le Senegal et la Tunisie en tete et la sortie de l'Algérie. Dans le groupe C; le tenant du titre la Cote d'Ivoire sort prématurément de la compétition tandis que le Maroc de Hervé Renard et la RdC filent en quarts. 
|   | Équipe        | J | G | N | P | Bp | Bc | Diff | Pts |
| - | ------------- | - | - | - | - | -- | -- | ---- | --- |
| 1 | Burkina Faso  | 3 | 1 | 2 | 0 | 4  | 2  | +2   | 5   |
| 2 | Cameroun      | 3 | 1 | 2 | 0 | 3  | 2  | +1   | 5   |
| 3 | Gabon         | 3 | 0 | 3 | 0 | 2  | 2  | 0    | 3   |
| 4 | Guinée-Bissau | 3 | 0 | 1 | 2 | 2  | 5  | -3   | 1   |

1re journée
| Match 1 (match d'ouverture)                            | Gabon          | 1 - 1   | Guinée-Bissau   | Stade de l'Amitié, Libreville |                          |
| 14 janvier 2017 · 17 h WAT · Historique des rencontres | Aubameyang 53e | (0 - 0) | 90+1e J. Soares | Arbitrage : Gehad Grisha      | Arbitrage : Gehad Grisha |
| 14 janvier 2017 · 17 h WAT · Historique des rencontres | Rapport        |         |                 | Arbitrage : Gehad Grisha      | Arbitrage : Gehad Grisha |

| Match 2                                                | Burkina Faso | 1 - 1   | Cameroun      | Stade de l'Amitié, Libreville |                           |
| 14 janvier 2017 · 20 h WAT · Historique des rencontres | Dayo 75e     | (0 - 1) | 35e Moukandjo | Arbitrage : Janny Sikazwe     | Arbitrage : Janny Sikazwe |
| 14 janvier 2017 · 20 h WAT · Historique des rencontres | Rapport      |         |               | Arbitrage : Janny Sikazwe     | Arbitrage : Janny Sikazwe |

2e journée
| Match 9                                                | Gabon                 | 1 - 1   | Burkina Faso | Stade de l'Amitié, Libreville |                            |
| 18 janvier 2017 · 17 h WAT · Historique des rencontres | Aubameyang 38e (pen.) | (1 - 1) | 23e Nakoulma | Arbitrage : Bakary Gassama    | Arbitrage : Bakary Gassama |
| 18 janvier 2017 · 17 h WAT · Historique des rencontres | Rapport               |         |              | Arbitrage : Bakary Gassama    | Arbitrage : Bakary Gassama |

| Match 10                                               | Cameroun               | 2 - 1   | Guinée-Bissau | Stade de l'Amitié, Libreville |                              |
| 18 janvier 2017 · 20 h WAT · Historique des rencontres | Siani 61e · Ngadeu 79e | (0 - 1) | 13e Piqueti   | Arbitrage : Youssef Essrayri  | Arbitrage : Youssef Essrayri |
| 18 janvier 2017 · 20 h WAT · Historique des rencontres | Rapport                |         |               | Arbitrage : Youssef Essrayri  | Arbitrage : Youssef Essrayri |

3e journée
| Match 17                                               | Cameroun | 0 - 0   | Gabon | Stade de l'Amitié, Libreville |                            |
| 22 janvier 2017 · 20 h WAT · Historique des rencontres |          | (0 - 0) |       | Arbitrage : Daniel Bennett    | Arbitrage : Daniel Bennett |
| 22 janvier 2017 · 20 h WAT · Historique des rencontres | Rapport  |         |       | Arbitrage : Daniel Bennett    | Arbitrage : Daniel Bennett |

| Match 18                                               | Guinée-Bissau | 0 - 2   | Burkina Faso                         | Stade de Franceville, Franceville |                                   |
| 22 janvier 2017 · 20 h WAT · Historique des rencontres |               | (0 - 1) | 12e (csc) Rudinilson · 58e B. Traoré | Arbitrage : Bamlak Tessema Weyesa | Arbitrage : Bamlak Tessema Weyesa |
| 22 janvier 2017 · 20 h WAT · Historique des rencontres | Rapport       |         |                                      | Arbitrage : Bamlak Tessema Weyesa | Arbitrage : Bamlak Tessema Weyesa |

### Groupe B
|   | Équipe   | J | G | N | P | Bp | Bc | Diff | Pts |
| - | -------- | - | - | - | - | -- | -- | ---- | --- |
| 1 | Sénégal  | 3 | 2 | 1 | 0 | 6  | 2  | +4   | 7   |
| 2 | Tunisie  | 3 | 2 | 0 | 1 | 6  | 5  | +1   | 6   |
| 3 | Algérie  | 3 | 0 | 2 | 1 | 5  | 6  | -1   | 2   |
| 4 | Zimbabwe | 3 | 0 | 1 | 2 | 4  | 8  | -4   | 1   |

1re journée
| Match 3                                                | Algérie        | 2 - 2   | Zimbabwe                          | Stade de Franceville, Franceville |                                   |
| 15 janvier 2017 · 17 h WAT · Historique des rencontres | Mahrez 12e 82e | (1 - 2) | 17e Mahachi · 29e (pen.) Mushekwi | Arbitrage : Bamlak Tessema Weyesa | Arbitrage : Bamlak Tessema Weyesa |
| 15 janvier 2017 · 17 h WAT · Historique des rencontres | Rapport        |         |                                   | Arbitrage : Bamlak Tessema Weyesa | Arbitrage : Bamlak Tessema Weyesa |

| Match 4                                                | Tunisie | 0 - 2   | Sénégal                     | Stade de Franceville, Franceville |                         |
| 15 janvier 2017 · 20 h WAT · Historique des rencontres |         | (0 - 2) | 10e (pen.) Mané · 30e Mbodj | Arbitrage : Sidi Alioum           | Arbitrage : Sidi Alioum |
| 15 janvier 2017 · 20 h WAT · Historique des rencontres | Rapport |         |                             | Arbitrage : Sidi Alioum           | Arbitrage : Sidi Alioum |

2e journée
| Match 11                                               | Algérie     | 1 - 2   | Tunisie                            | Stade de Franceville, Franceville |                             |
| 19 janvier 2017 · 17 h WAT · Historique des rencontres | Hanni 90+1e | (0 - 0) | 50e (csc) Mandi · 66e (pen.) Sliti | Arbitrage : Bernard Camille       | Arbitrage : Bernard Camille |
| 19 janvier 2017 · 17 h WAT · Historique des rencontres | Rapport     |         |                                    | Arbitrage : Bernard Camille       | Arbitrage : Bernard Camille |

| Match 12                                               | Sénégal              | 2 - 0   | Zimbabwe | Stade de Franceville, Franceville |                            |
| 19 janvier 2017 · 20 h WAT · Historique des rencontres | Mané 9e · Saivet 14e | (2 - 0) |          | Arbitrage : Redouane Jiyed        | Arbitrage : Redouane Jiyed |
| 19 janvier 2017 · 20 h WAT · Historique des rencontres | Rapport              |         |          | Arbitrage : Redouane Jiyed        | Arbitrage : Redouane Jiyed |

3e journée
| Match 19                                               | Sénégal            | 2 - 2   | Algérie         | Stade de Franceville, Franceville |                          |
| 23 janvier 2017 · 20 h WAT · Historique des rencontres | Diop 44e · Sow 54e | (1 - 1) | 10e 52e Slimani | Arbitrage : Joshua Bondo          | Arbitrage : Joshua Bondo |
| 23 janvier 2017 · 20 h WAT · Historique des rencontres | Rapport            |         |                 | Arbitrage : Joshua Bondo          | Arbitrage : Joshua Bondo |

| Match 20                                               | Zimbabwe               | 2 - 4   | Tunisie                                                   | Stade de l'Amitié, Libreville |                           |
| 23 janvier 2017 · 20 h WAT · Historique des rencontres | Musona 42e · Ndoro 58e | (1 - 4) | 10e Sliti · 22e Msakni · 36e Khenissi · 45e (pen.) Khazri | Arbitrage : Denis Dembélé     | Arbitrage : Denis Dembélé |
| 23 janvier 2017 · 20 h WAT · Historique des rencontres | Rapport                |         |                                                           | Arbitrage : Denis Dembélé     | Arbitrage : Denis Dembélé |

### Groupe C
|   | Équipe        | J | G | N | P | Bp | Bc | Diff | Pts |
| - | ------------- | - | - | - | - | -- | -- | ---- | --- |
| 1 | RD Congo      | 3 | 2 | 1 | 0 | 6  | 3  | +3   | 7   |
| 2 | Maroc         | 3 | 2 | 0 | 1 | 4  | 2  | +2   | 6   |
| 3 | Côte d'Ivoire | 3 | 0 | 2 | 1 | 2  | 3  | -1   | 2   |
| 4 | Togo          | 3 | 0 | 1 | 2 | 2  | 6  | -4   | 1   |

1re journée
| Match 5                                                | Côte d'Ivoire | 0 - 0   | Togo | Stade d'Oyem, Oyem             |                                |
| 16 janvier 2017 · 17 h WAT · Historique des rencontres |               | (0 - 0) |      | Arbitrage : Eric Otogo-Castane | Arbitrage : Eric Otogo-Castane |
| 16 janvier 2017 · 17 h WAT · Historique des rencontres | Rapport       |         |      | Arbitrage : Eric Otogo-Castane | Arbitrage : Eric Otogo-Castane |

| Match 6                                                | RD Congo      | 1 - 0   | Maroc | Stade d'Oyem, Oyem              |                                 |
| 16 janvier 2017 · 20 h WAT · Historique des rencontres | Kabananga 55e | (0 - 0) |       | Arbitrage : Hamada Nampiandraza | Arbitrage : Hamada Nampiandraza |
| 16 janvier 2017 · 20 h WAT · Historique des rencontres | Rapport       |         |       | Arbitrage : Hamada Nampiandraza | Arbitrage : Hamada Nampiandraza |

2e journée
| Match 13                                               | Côte d'Ivoire      | 2 - 2   | RD Congo                   | Stade d'Oyem, Oyem        |                           |
| 20 janvier 2017 · 17 h WAT · Historique des rencontres | Bony 26e · Dié 67e | (1 - 2) | 10e Kebano · 28e Kabananga | Arbitrage : Janny Sikazwe | Arbitrage : Janny Sikazwe |
| 20 janvier 2017 · 17 h WAT · Historique des rencontres | Rapport            |         |                            | Arbitrage : Janny Sikazwe | Arbitrage : Janny Sikazwe |

| Match 14                                               | Maroc                                      | 3 - 1   | Togo       | Stade d'Oyem, Oyem          |                             |
| 20 janvier 2017 · 20 h WAT · Historique des rencontres | Bouhaddouz 14e · Saïss 21e · En-Nesyri 72e | (2 - 1) | 5e Dossevi | Arbitrage : Mahamadou Keita | Arbitrage : Mahamadou Keita |
| 20 janvier 2017 · 20 h WAT · Historique des rencontres | Rapport                                    |         |            | Arbitrage : Mahamadou Keita | Arbitrage : Mahamadou Keita |

3e journée
| Match 21                                               | Maroc      | 1 - 0   | Côte d'Ivoire | Stade d'Oyem, Oyem      |                         |
| 24 janvier 2017 · 20 h WAT · Historique des rencontres | Alioui 64e | (0 - 0) |               | Arbitrage : Sidi Alioum | Arbitrage : Sidi Alioum |
| 24 janvier 2017 · 20 h WAT · Historique des rencontres | Rapport    |         |               | Arbitrage : Sidi Alioum | Arbitrage : Sidi Alioum |

| Match 22                                               | Togo     | 1 - 3   | RD Congo                                | Stade de Port-Gentil, Port-Gentil |                             |
| 24 janvier 2017 · 20 h WAT · Historique des rencontres | Laba 69e | (0 - 1) | 29e Kabananga · 54e Mubele · 80e M'Poku | Arbitrage : Malang Diedhiou       | Arbitrage : Malang Diedhiou |
| 24 janvier 2017 · 20 h WAT · Historique des rencontres | Rapport  |         |                                         | Arbitrage : Malang Diedhiou       | Arbitrage : Malang Diedhiou |

### Groupe D
|   | Équipe  | J | G | N | P | Bp | Bc | Diff | Pts |
| - | ------- | - | - | - | - | -- | -- | ---- | --- |
| 1 | Égypte  | 3 | 2 | 1 | 0 | 2  | 0  | +2   | 7   |
| 2 | Ghana   | 3 | 2 | 0 | 1 | 2  | 1  | +1   | 6   |
| 3 | Mali    | 3 | 0 | 2 | 1 | 1  | 2  | -1   | 2   |
| 4 | Ouganda | 3 | 0 | 1 | 2 | 1  | 3  | -2   | 1   |

1re journée
| Match 7                                                | Ghana              | 1 - 0   | Ouganda | Stade de Port-Gentil, Port-Gentil |                          |
| 17 janvier 2017 · 17 h WAT · Historique des rencontres | A. Ayew 32e (pen.) | (1 - 0) |         | Arbitrage : Joshua Bondo          | Arbitrage : Joshua Bondo |
| 17 janvier 2017 · 17 h WAT · Historique des rencontres | Rapport            |         |         | Arbitrage : Joshua Bondo          | Arbitrage : Joshua Bondo |

| Match 8                                                | Mali    | 0 - 0   | Égypte | Stade de Port-Gentil, Port-Gentil |                            |
| 17 janvier 2017 · 20 h WAT · Historique des rencontres |         | (0 - 0) |        | Arbitrage : Daniel Bennett        | Arbitrage : Daniel Bennett |
| 17 janvier 2017 · 20 h WAT · Historique des rencontres | Rapport |         |        | Arbitrage : Daniel Bennett        | Arbitrage : Daniel Bennett |

2e journée
| Match 15                                               | Ghana    | 1 - 0   | Mali | Stade de Port-Gentil, Port-Gentil |                               |
| 21 janvier 2017 · 17 h WAT · Historique des rencontres | Gyan 20e | (1 - 0) |      | Arbitrage : Mehdi Abid Charef     | Arbitrage : Mehdi Abid Charef |
| 21 janvier 2017 · 17 h WAT · Historique des rencontres | Rapport  |         |      | Arbitrage : Mehdi Abid Charef     | Arbitrage : Mehdi Abid Charef |

| Match 16                                               | Égypte   | 1 - 0   | Ouganda | Stade de Port-Gentil, Port-Gentil |                             |
| 21 janvier 2017 · 20 h WAT · Historique des rencontres | Saïd 89e | (0 - 0) |         | Arbitrage : Malang Diedhiou       | Arbitrage : Malang Diedhiou |
| 21 janvier 2017 · 20 h WAT · Historique des rencontres | Rapport  |         |         | Arbitrage : Malang Diedhiou       | Arbitrage : Malang Diedhiou |

3e journée
| Match 23                                               | Égypte       | 1 - 0   | Ghana | Stade de Port-Gentil, Port-Gentil |                            |
| 25 janvier 2017 · 20 h WAT · Historique des rencontres | M. Salah 11e | (1 - 0) |       | Arbitrage : Bakary Gassama        | Arbitrage : Bakary Gassama |
| 25 janvier 2017 · 20 h WAT · Historique des rencontres | Rapport      |         |       | Arbitrage : Bakary Gassama        | Arbitrage : Bakary Gassama |

| Match 24                                               | Ouganda  | 1 - 1   | Mali         | Stade d'Oyem, Oyem                  |                                     |
| 25 janvier 2017 · 20 h WAT · Historique des rencontres | Miya 70e | (0 - 0) | 73e Bissouma | Arbitrage : Ali Lemghaifry Bouchaab | Arbitrage : Ali Lemghaifry Bouchaab |
| 25 janvier 2017 · 20 h WAT · Historique des rencontres | Rapport  |         |              | Arbitrage : Ali Lemghaifry Bouchaab | Arbitrage : Ali Lemghaifry Bouchaab |

### Phase à élimination directe
|  | Quarts de finale                                   | Quarts de finale                              | Quarts de finale                                  | Quarts de finale                              |              |              | Demi-finales                                   | Demi-finales                                   | Demi-finales                                      | Demi-finales                                      |                                                   |                                                   | Finale                                       | Finale                                       | Finale                                       | Finale                                       |
|  |                                                    |                                               |                                                   |                                               |              |              |                                                |                                                |                                                   |                                                   |                                                   |                                                   |                                              |                                              |                                              |                                              |
|  | 28 janvier 2017, Stade d'Angondjé, Libreville      | 28 janvier 2017, Stade d'Angondjé, Libreville | 28 janvier 2017, Stade d'Angondjé, Libreville     | 28 janvier 2017, Stade d'Angondjé, Libreville |              |              | 1er février 2017, Stade d'Angondjé, Libreville | 1er février 2017, Stade d'Angondjé, Libreville | 1er février 2017, Stade d'Angondjé, Libreville    | 1er février 2017, Stade d'Angondjé, Libreville    |                                                   |                                                   | 5 février 2017, Stade d'Angondjé, Libreville | 5 février 2017, Stade d'Angondjé, Libreville | 5 février 2017, Stade d'Angondjé, Libreville | 5 février 2017, Stade d'Angondjé, Libreville |
|  | 28 janvier 2017, Stade d'Angondjé, Libreville      | 28 janvier 2017, Stade d'Angondjé, Libreville | 28 janvier 2017, Stade d'Angondjé, Libreville     | 28 janvier 2017, Stade d'Angondjé, Libreville |              |              | 1er février 2017, Stade d'Angondjé, Libreville | 1er février 2017, Stade d'Angondjé, Libreville | 1er février 2017, Stade d'Angondjé, Libreville    | 1er février 2017, Stade d'Angondjé, Libreville    |                                                   |                                                   | 5 février 2017, Stade d'Angondjé, Libreville | 5 février 2017, Stade d'Angondjé, Libreville | 5 février 2017, Stade d'Angondjé, Libreville | 5 février 2017, Stade d'Angondjé, Libreville |
|  | 1er A                                              | Burkina Faso                                  | 2                                                 | 2                                             |              |              | 1er février 2017, Stade d'Angondjé, Libreville | 1er février 2017, Stade d'Angondjé, Libreville | 1er février 2017, Stade d'Angondjé, Libreville    | 1er février 2017, Stade d'Angondjé, Libreville    |                                                   |                                                   | 5 février 2017, Stade d'Angondjé, Libreville | 5 février 2017, Stade d'Angondjé, Libreville | 5 février 2017, Stade d'Angondjé, Libreville | 5 février 2017, Stade d'Angondjé, Libreville |
|  | 1er A                                              | Burkina Faso                                  | 2                                                 | 2                                             |              |              | 1er février 2017, Stade d'Angondjé, Libreville | 1er février 2017, Stade d'Angondjé, Libreville | 1er février 2017, Stade d'Angondjé, Libreville    | 1er février 2017, Stade d'Angondjé, Libreville    |                                                   |                                                   | 5 février 2017, Stade d'Angondjé, Libreville | 5 février 2017, Stade d'Angondjé, Libreville | 5 février 2017, Stade d'Angondjé, Libreville | 5 février 2017, Stade d'Angondjé, Libreville |
|  | 2e B                                               | Tunisie                                       | 0                                                 | 0                                             |              |              | 1er février 2017, Stade d'Angondjé, Libreville | 1er février 2017, Stade d'Angondjé, Libreville | 1er février 2017, Stade d'Angondjé, Libreville    | 1er février 2017, Stade d'Angondjé, Libreville    |                                                   |                                                   | 5 février 2017, Stade d'Angondjé, Libreville | 5 février 2017, Stade d'Angondjé, Libreville | 5 février 2017, Stade d'Angondjé, Libreville | 5 février 2017, Stade d'Angondjé, Libreville |
|  | 2e B                                               | Tunisie                                       | 0                                                 | 0                                             | Burkina Faso | Burkina Faso | 1ap (3)                                        | 1ap (3)                                        |                                                   |                                                   |                                                   |                                                   | 5 février 2017, Stade d'Angondjé, Libreville | 5 février 2017, Stade d'Angondjé, Libreville | 5 février 2017, Stade d'Angondjé, Libreville | 5 février 2017, Stade d'Angondjé, Libreville |
|  | 29 janvier 2017, Stade de Port-Gentil, Port-Gentil |                                               |                                                   |                                               | Burkina Faso | Burkina Faso | 1ap (3)                                        | 1ap (3)                                        |                                                   |                                                   |                                                   |                                                   | 5 février 2017, Stade d'Angondjé, Libreville | 5 février 2017, Stade d'Angondjé, Libreville | 5 février 2017, Stade d'Angondjé, Libreville | 5 février 2017, Stade d'Angondjé, Libreville |
|  |                                                    |                                               | Égypte                                            | Égypte                                        | 1 tab(4)     | 1 tab(4)     |                                                |                                                |                                                   |                                                   |                                                   |                                                   | 5 février 2017, Stade d'Angondjé, Libreville | 5 février 2017, Stade d'Angondjé, Libreville | 5 février 2017, Stade d'Angondjé, Libreville | 5 février 2017, Stade d'Angondjé, Libreville |
|  | 1er D                                              | Égypte                                        | Égypte                                            | Égypte                                        | 1 tab(4)     | 1 tab(4)     | 1                                              | 1                                              |                                                   |                                                   |                                                   |                                                   | 5 février 2017, Stade d'Angondjé, Libreville | 5 février 2017, Stade d'Angondjé, Libreville | 5 février 2017, Stade d'Angondjé, Libreville | 5 février 2017, Stade d'Angondjé, Libreville |
|  | 1er D                                              | Égypte                                        | 2 février 2017, Stade de Franceville, Franceville |                                               |              |              | 1                                              | 1                                              |                                                   |                                                   |                                                   |                                                   | 5 février 2017, Stade d'Angondjé, Libreville | 5 février 2017, Stade d'Angondjé, Libreville | 5 février 2017, Stade d'Angondjé, Libreville | 5 février 2017, Stade d'Angondjé, Libreville |
|  | 2e C                                               | Maroc                                         | 0                                                 | 0                                             |              |              |                                                |                                                |                                                   |                                                   |                                                   |                                                   | 5 février 2017, Stade d'Angondjé, Libreville | 5 février 2017, Stade d'Angondjé, Libreville | 5 février 2017, Stade d'Angondjé, Libreville | 5 février 2017, Stade d'Angondjé, Libreville |
|  | 2e C                                               | Maroc                                         | 0                                                 | 0                                             | Égypte       | Égypte       | 1                                              | 1                                              |                                                   |                                                   |                                                   |                                                   |                                              |                                              |                                              |                                              |
|  | 28 janvier 2017, Stade de Franceville, Franceville |                                               |                                                   |                                               | Égypte       | Égypte       | 1                                              | 1                                              |                                                   |                                                   |                                                   |                                                   |                                              |                                              |                                              |                                              |
|  |                                                    |                                               | Cameroun                                          | Cameroun                                      | 2            | 2            |                                                |                                                |                                                   |                                                   |                                                   |                                                   |                                              |                                              |                                              |                                              |
|  | 1er B                                              | Sénégal                                       | Cameroun                                          | Cameroun                                      | 2            | 2            | 0ap (4)                                        | 0ap (4)                                        |                                                   |                                                   |                                                   |                                                   |                                              |                                              |                                              |                                              |
|  | 1er B                                              | Sénégal                                       |                                                   |                                               |              |              |                                                |                                                |                                                   |                                                   |                                                   |                                                   |                                              |                                              |                                              |                                              |
|  | 2e A                                               | Cameroun                                      | 0 tab(5)                                          | 0 tab(5)                                      |              |              |                                                |                                                |                                                   |                                                   |                                                   |                                                   |                                              |                                              |                                              |                                              |
|  | 2e A                                               | Cameroun                                      | 0 tab(5)                                          | 0 tab(5)                                      | Cameroun     | Cameroun     | 2                                              | 2                                              | Match pour la troisième place                     | Match pour la troisième place                     | Match pour la troisième place                     | Match pour la troisième place                     |                                              |                                              |                                              |                                              |
|  | 29 janvier 2017, Stade d'Oyem, Oyem                |                                               |                                                   |                                               | Cameroun     | Cameroun     | 2                                              | 2                                              | Match pour la troisième place                     | Match pour la troisième place                     | Match pour la troisième place                     | Match pour la troisième place                     |                                              |                                              |                                              |                                              |
|  |                                                    |                                               | Ghana                                             | Ghana                                         | 0            | 0            |                                                |                                                | 4 février 2017, Stade de Port-Gentil, Port-Gentil | 4 février 2017, Stade de Port-Gentil, Port-Gentil | 4 février 2017, Stade de Port-Gentil, Port-Gentil | 4 février 2017, Stade de Port-Gentil, Port-Gentil |                                              |                                              |                                              |                                              |
|  | 1er C                                              | RD Congo                                      | Ghana                                             | Ghana                                         | 0            | 0            | 1                                              | 1                                              | 4 février 2017, Stade de Port-Gentil, Port-Gentil | 4 février 2017, Stade de Port-Gentil, Port-Gentil | 4 février 2017, Stade de Port-Gentil, Port-Gentil | 4 février 2017, Stade de Port-Gentil, Port-Gentil |                                              |                                              |                                              |                                              |
|  | 1er C                                              | RD Congo                                      |                                                   |                                               |              |              |                                                | 1                                              |                                                   |                                                   | Burkina Faso                                      | Burkina Faso                                      | 1                                            | 1                                            |                                              |                                              |
|  | 2e D                                               | Ghana                                         | 2                                                 | 2                                             |              |              |                                                |                                                |                                                   |                                                   | Burkina Faso                                      | Burkina Faso                                      | 1                                            | 1                                            |                                              |                                              |
|  | 2e D                                               | Ghana                                         | 2                                                 | 2                                             | Ghana        | Ghana        | 0                                              | 0                                              |                                                   |                                                   |                                                   |                                                   |                                              |                                              |                                              |                                              |
|  |                                                    |                                               |                                                   |                                               |              |              |                                                |                                                |                                                   |                                                   |                                                   |                                                   |                                              |                                              |                                              |                                              |

#### Quarts de finale
| 28 janvier 2017 | Burkina Faso             | 2 - 0   | Tunisie | Stade d'Angondjé, Libreville |                            |
| 17 h WAT        | Bancé 81e · Nakoulma 85e | (0 - 0) |         | Arbitrage : Daniel Bennett   | Arbitrage : Daniel Bennett |
| 17 h WAT        | Rapport                  |         |         | Arbitrage : Daniel Bennett   | Arbitrage : Daniel Bennett |

| 28 janvier 2017 | Sénégal                                 | 0 - 0 a. p.       | Cameroun                                       | Stade de Franceville, Franceville |                           |
| 20 h WAT        |                                         | (0 - 0)           |                                                | Arbitrage : Janny Sikazwe         | Arbitrage : Janny Sikazwe |
| 20 h WAT        | Koulibaly · Mbodj · Sow · Saivet · Mané | Tirs au but 4 - 5 | Moukandjo · Oyongo · Teikeu · Zoua · Aboubakar | Arbitrage : Janny Sikazwe         | Arbitrage : Janny Sikazwe |

| 29 janvier 2017 | RD Congo   | 1 - 2   | Ghana                            | Stade d'Oyem, Oyem          |                             |
| 17 h WAT        | M'Poku 68e | (0 - 0) | 63e J. Ayew · 78e (pen.) A. Ayew | Arbitrage : Bernard Camille | Arbitrage : Bernard Camille |

| 29 janvier 2017 | Égypte      | 1 - 0   | Maroc | Stade de Port-Gentil, Port-Gentil |                                |
| 20 h WAT        | Kahraba 87e | (0 - 0) |       | Arbitrage : Eric Otogo-Castane    | Arbitrage : Eric Otogo-Castane |

#### Demi-finales
| 1er février 2017 | Burkina Faso                                   | 1 - 1 a. p.       | Égypte                                  | Stade d'Angondjé, Libreville |                             |
| 20 h WAT         | Bancé 72e                                      | (0 - 0)           | Salah 65e                               | Arbitrage : Malang Diedhiou  | Arbitrage : Malang Diedhiou |
| 20 h WAT         | A. Traoré · Diawara · Yago · Koffi · B. Traoré | Tirs au but 3 - 4 | Said · Ramadan · Hegazy · Salah · Warda | Arbitrage : Malang Diedhiou  | Arbitrage : Malang Diedhiou |

| 2 février 2017 | Cameroun                    | 2 - 0   | Ghana | Stade de Franceville, Franceville |                            |
| 20 h WAT       | Ngadeu 72e · Bassogog 90+3e | (0 - 0) |       | Arbitrage : Bakary Gassama        | Arbitrage : Bakary Gassama |

#### Match pour la troisième place
| 4 février 2017 | Burkina Faso | 1 - 0   | Ghana | Stade de Port-Gentil, Port-Gentil |                               |
| 20 h WAT       | Traoré 89e   | (0 - 0) |       | Arbitrage : Mehdi Abid Charef     | Arbitrage : Mehdi Abid Charef |

#### Finale
| 5 février 2017 | Égypte     | 1 - 2   | Cameroun                    | Stade d'Angondjé, Libreville |                           |
| 20 h WAT       | Elneny 21e | (1 - 0) | 59e Nkoulou · 88e Aboubakar | Arbitrage : Janny Sikazwe    | Arbitrage : Janny Sikazwe |

## Classements et statistiques

### Classement des buteurs
3 buts
- Meilleur buteur Junior Kabananga

   2 buts
- Riyad Mahrez
- Islam Slimani
- Préjuce Nakoulma
- Aristide Bancé
- Michael Ngadeu-Ngadjui
- Paul-José M'Poku
- Pierre-Emerick Aubameyang
- Sadio Mané (1 penalty)
- Naïm Sliti (1 penalty)
- André Ayew (2 penalty)
- Mohamed Salah

  1 but
| - Sofiane Hanni - Issoufou Dayo - Alain Traoré - Bertrand Traoré - Vincent Aboubakar - Nicolas Nkoulou - Christian Bassogog - Benjamin Moukandjo - Sébastien Siani - Wilfried Bony - Serey Die | - Mahmoud Kahraba - Abdallah Saïd - Juary Soares - Piqueti - Jordan Ayew - Asamoah Gyan - Yves Bissouma - Rachid Alioui - Aziz Bouhaddouz | - Youssef En-Nesyri - Romain Saïss - Neeskens Kebano - Firmin Ndombe Mubele - Papakouli Diop - Kara Mbodj - Henri Saivet - Moussa Sow - Matthieu Dossevi | - Kodjo Fo Doh Laba - Wahbi Khazri (1 penalty) - Taha Yassine Khenissi - Youssef Msakni - Farouk Miya - Kudakwashe Mahachi - Nyasha Mushekwi (1 penalty) - Knowledge Musona - Tendai Ndoro |

  1 but contre son camp
- Aïssa Mandi (face à la Tunisie)
- Rudinilson Silva (face au Burkina Faso)

### Classement des passeurs
Meilleur Passeur : 3 passes décisives
- Benjamin Moukandjo

 2 passes décisives
- Fayçal Fajr
- Keita Baldé
- Floyd Ayité
- Chancel Mbemba
- Mohamed Salah

 1 passe décisive
| - Adlène Guedioura - Sofiane Hanni - Riyad Mahrez - Bakary Koné - Charles Kaboré - Patrick Malo - Préjuce Nakoulma | - Blati Touré - Christian Bassogog - Vincent Aboubakar - Max-Alain Gradel - Denis Bouanga - Mamadu Candé | - Zezinho - Jordan Ayew - Karim El Ahmadi - Youssef En-Nesyri - Junior Kabananga - Firmin Ndombe Mubele | - Marcel Tisserand - Hamdi Nagguez - Naïm Sliti - Denis Iguma - Nyasha Mushekwi - Knowledge Musona - Danny Phiri - Sébastien Siani |

### Classement des équipes
| Classement de la Coupe d'Afrique des nations |                 |                         |
| \| Place \| Nation \| Stade de la compétition \| \| ------------------ \| --------------- \| ----------------------- \| \| Médaille d'or \| Cameroun \| Vainqueur \| \| Médaille d'argent \| Égypte \| Finale \| \| Médaille de bronze \| Burkina Faso \| Demi-finale \| \| 4 \| Ghana \| Demi-finale \| \| 5 \| Sénégal \| Quarts de finale \| \| 6 \| RD Congo \| Quarts de finale \| \| 7 \| Maroc \| Quarts de finale \| \| 8 \| Tunisie \| Quarts de finale \| \| 9 \| Gabon \| Premier tour \| \| 10 \| Algérie \| Premier tour \| \| 11 \| Côte d'Ivoire T \| Premier tour \| \| 12 \| Mali \| Premier tour \| \| 13 \| Ouganda \| Premier tour \| \| 14 \| Guinée-Bissau \| Premier tour \| \| 15 \| Togo \| Premier tour \| \| 16 \| Zimbabwe \| Premier tour \| |                 |                         |
| Place | Nation          | Stade de la compétition |
| Médaille d'or | Cameroun        | Vainqueur               |
| Médaille d'argent | Égypte          | Finale                  |
| Médaille de bronze | Burkina Faso    | Demi-finale             |
| 4 | Ghana           | Demi-finale             |
| 5 | Sénégal         | Quarts de finale        |
| 6 | RD Congo        | Quarts de finale        |
| 7 | Maroc           | Quarts de finale        |
| 8 | Tunisie         | Quarts de finale        |
| 9 | Gabon           | Premier tour            |
| 10 | Algérie         | Premier tour            |
| 11 | Côte d'Ivoire T | Premier tour            |
| 12 | Mali            | Premier tour            |
| 13 | Ouganda         | Premier tour            |
| 14 | Guinée-Bissau   | Premier tour            |
| 15 | Togo            | Premier tour            |
| 16 | Zimbabwe        | Premier tour            |